# Johannes de Doperkerk (’s-Heer Abtskerke)

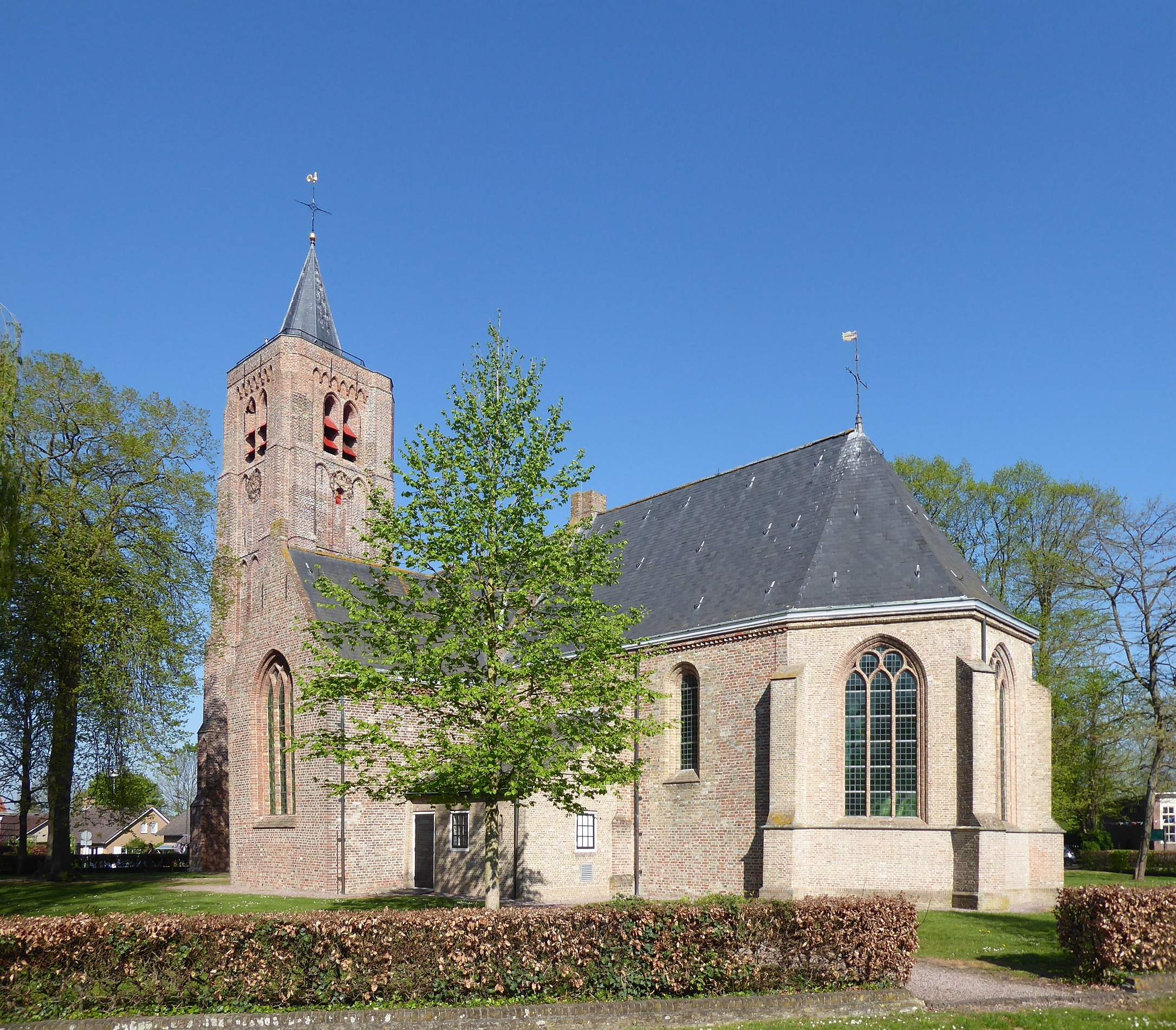
Die Johannes de Doperkerk

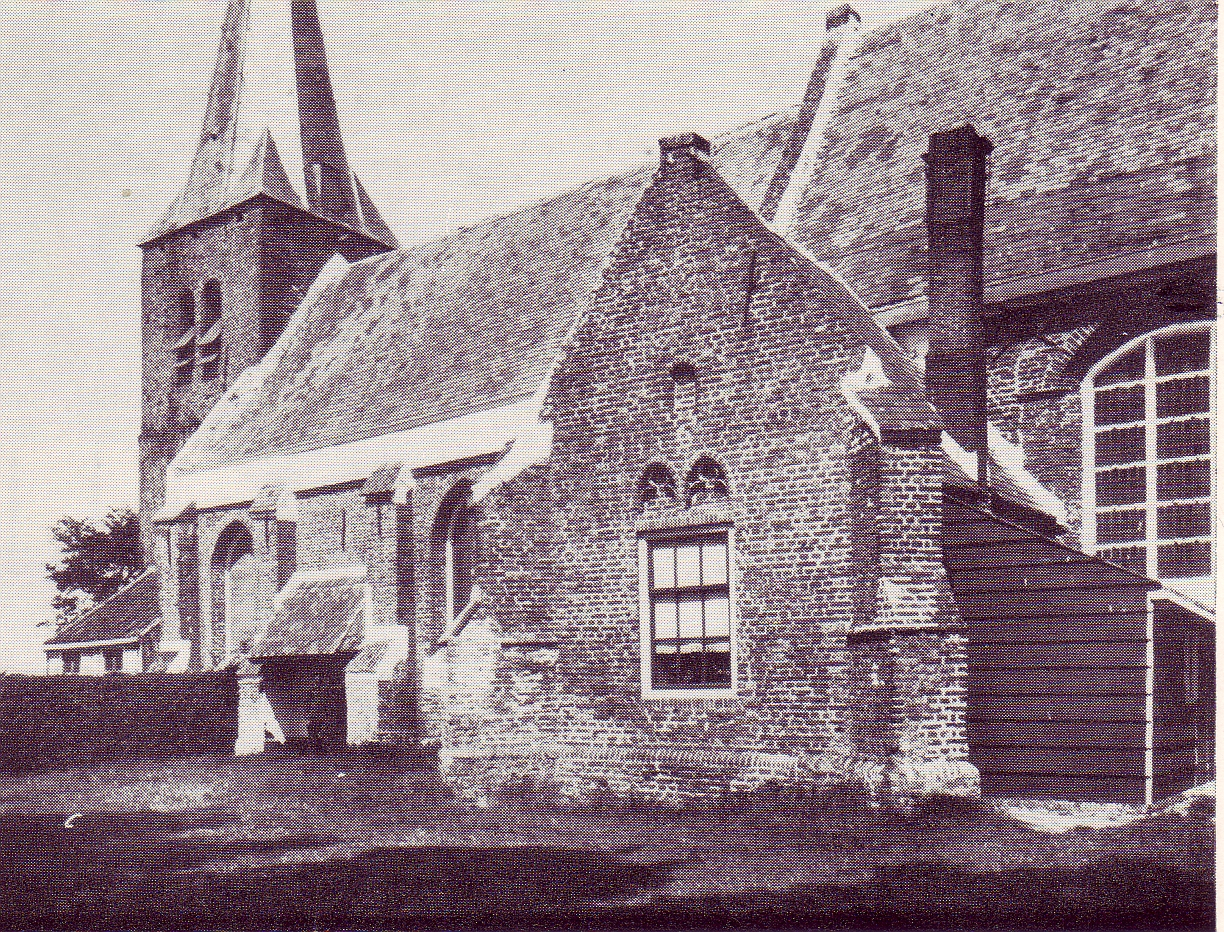
Die alte Kirche von Sinoutskerke 1887

Die Johannes de Doperkerk  (deutsch Johannes-der-Täufer-Kirche) ist eine gotische evangelische Pfarrkirche im Ortsteil ’s-Heer Abtskerke der Gemeinde Borsele in der niederländischen Provinz Zeeland.

## Geschichte
Die bis zur Reformation dem heiligen Johannes dem Täufer geweihte Kirche wurde im 14. Jahrhundert errichtet. Sie gilt als die am meisten im Ursprungszustand erhaltene mittelalterliche Dorfkirche auf Zuid-Beveland. Dirk VII. Graf von Holland schenkte Abtskerke 1196 der Abtei Middelburg. Danach bestand dort eine Parochie als Abpfarrung der Middelburger Westmünsterkirche. Von hier aus sind dann in den benachbarten Orten Nisse und Sinoutskerke Tochterkirchen gegründet worden.
Ältestes Bauteil der Johannes-Kirche ist der Chor, der ursprünglich einen geraden Schluss hatte. Im 16. Jahrhundert ist der 3⁄5-Schluss angefügt worden. Daneben entstammt dem 14. Jahrhundert auch der Turm sowie das einschiffige Langhaus mit seinen später kapellenartig angefügten Seitenschiffen im Norden und Süden. An der Nordseite des Chors findet sich ein vermauerter Bogen, wo vermutlich ursprünglich ein größeres Seitenschiff geplant war, welches niemals ausgeführt worden ist. Bei der Restaurierung der Kirche 1964 bis 1968 wurde an der Südseite des Chors ein schlichtes Rundbogenfenster aus dem 14. Jahrhundert rekonstruiert und auf alten Fundamenten eine Sakristei angebaut.
Zur evangelischen Kirchengemeinde gehören seit der Niederlegung der mittelalterlichen Kirche im benachbarten Sinoutskerke 1906 auch die dortigen Gläubigen. Die Gemeinde gehört zur 2004 geschaffenen Protestantse Kerk in Nederland.

## Orgel
Die Orgel wurde 1872 durch die Orgelbaufirma Société Anonyme des Grandes Orgues (Brüssel) erbaut. Das Schleifladen-Instrument hat 5 Register auf einem Manual (C–g3: Montre 8′, Bourdon 8′, Salicional 8′, Flute 4′, Trompette 8′) Das Pedal (C–d1) ist angehängt. Die Spiel- und Registertrakturen sind mechanisch.